# Ismaíl de Marruecos
Abdul Násir Mulay Ismaíl as-Samin ben Sharif —Sultán Mulay Ismaíl— (¿1635-1645? - 22 de marzo de 1727), fue el sultán de Marruecos que reinó desde 1672 hasta su muerte.  Sus súbditos le conocieron como Ismael el sediento de sangre; su esclavo el inglés Thomas Phelps le llamó “ese monstruo africano."

## Biografía
Medio hermano de Mulay Al-Rashid, ascendió al trono tras la muerte de su hermano en un accidente de equitación. Heredaba un poder emergente sobre un territorio rebelde, que muy pronto comenzó a dominar. 

### Traslado de la capital

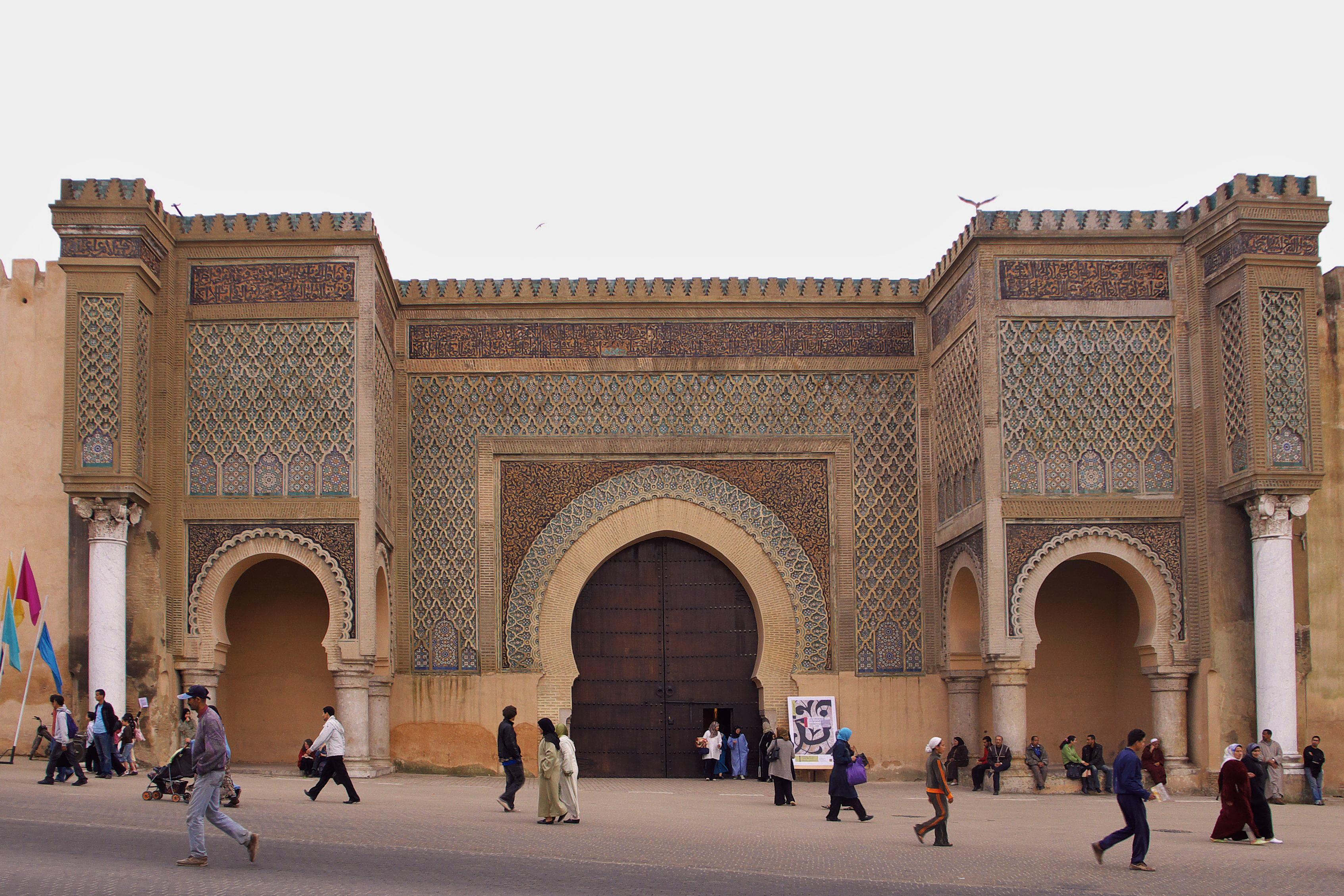
Bab el-Mansur. Mequinez

En 1675, hizo trasladar su capital de Fez hasta Mequinez, ciudad donde comenzó la construcción de una inmensa muralla de 40 km de perímetro, y un palacio construido completamente por esclavos europeos donde sólo las caballerizas podían alojar 12 000 monturas.  Sus mujeres tenían todas las procedencias posibles, incluso una dama irlandesa, Mrs. Shaw. Algunos no tuvieron la paciencia de esperar a la muerte de su longevo padre y dirigieron rebeliones contra él, que jamás tuvieron resultados positivos para los impacientes príncipes.

### Enfrentamiento con los otomanos
Para hacer frente a la rivalidad del poder otomano, fuerte aún en Argelia, reclutó un ejército de esclavos que pudo superar los 150 000 efectivos, con una guardia negra de élite de 16 000, y combatió victoriosamente contra los turcos en varias campañas hasta 1696.
Conquistó La Mamora en 1681, Larache el 11 de noviembre de 1689 y Arcila en 1691 al Imperio español. Tánger (ciudad recibida de los portugueses en 1661) a los ingleses el 5 de febrero de 1684.
Naturalmente, fue un excelente aliado de los franceses, que eran enemigos de ambas naciones, llegando al "atrevimiento" de solicitarle a Luis XIV en 1691 una de sus hijas como esposa. Si bien no recibió ninguna princesa de sangre, sí recibió a cambio ingenieros y militares franceses que le ayudaron a llevar a cabo su plan de construcciones y a instruir a su ejército. También fue un teólogo de cierto renombre. Trató de convertir al islamismo al rey Jacobo II de Inglaterra, y cuando su asedio de décadas sobre Ceuta fue denunciado por la corte española como violación de la tregua entre ambas naciones, repuso que un tratado con infieles no tenía por qué ser respetado escrupulosamente.

### Muerte
Murió a una edad muy avanzada, dejando un semillero de futuras luchas civiles entre sus sucesores, 7 de los cuales accedieron al trono durante las siguientes décadas.